# تيتي الشيطان
سعدان تيتي الشيطان (الأسم العلمي: Cheracebus lucifer) هو نوع من أنواع قرود التيتي من قرد العالم الجديد ، فيأمريكا الجنوبية . وجد في البرازيل وكولومبيا والإكوادور وبيرو. وقد تم وصفه بـ كاليسبوس لوسيفر Callicebus lucifer في عام 1914. سبق أن تم اعتباره كجزء فصيلة تيتي مطوق.

## التوزيع
يظهر هذا النوع بالقرب من انفلونه شمال نهري سوليم ونابو، وجنوب نهر جابورا. تم العثور على تيتي الشيطان في الأراضي المنخفضة من الأراضي الكولومبية تصل إلى حوالي 500 متر (1600 قدم) من الارتفاع في بوتومايو وربما نفس الشيء في كاكيتا. خارج كولومبيا ، يمتد هذا النوع من نهر نابو شمالًا إلى الأمازون الإكوادوري.

## الوصف
إن حقل هذا النوع أسود في الأساس ولكنه متخلل مع العديد من الشعر على ظهره (يمتد إلى أعلى التاج) والخاصرة مع العديد من الشعر البني المُحمر، مما يمنح الحيوان مظهرًا مُحمر في ضوء الشمس.

## السلوك

### التكاثر
روبنسون وآخرون. يبلغ أيضًا عن موسم ميلاد من ديسمبر إلى يناير للأنواع في البيرو في 4 درجات. لماذا يجب اختيار موسم الميلاد هذا من قبل الأنواع في مثل هذه الأماكن المتباينة على نطاق واسع على حد سواء شمال وجنوب خط الاستواء مع دورات الفينولوجية المختلفة يجب أن تظل في الوقت الحالي سؤالًا مفتوحًا. يتأقلم المولود الجديد بسرعة ليحمله الذكر، وعادة ما يذهب إلى الأنثى للتمريض فقط.